# George Fisher (Basketballtrainer)
George Fisher ist ein ehemaliger US-amerikanischer Basketballspieler und -trainer.

## Laufbahn
Fisher spielte bis 1962 Basketball und Baseball an der Alhambra High School im US-Bundesstaat Kalifornien. Von 1963 bis 1966 war er Mitglied der Basketballmannschaft der University of Utah. In 79 Spielen für die Hochschulmannschaft brachte er es auf 14,4 Punkte im Schnitt. In der Saison 1965/66 zog sich Fisher einen Beinbruch zu. Die New York Knicks erwarben im Draftverfahren der NBA in der sechsten Auswahlrunde die Rechte am zwei Meter messenden Flügelspieler. Um seine Beinverletzung ausheilen zu lassen, blieb er zunächst an der University of Utah und gehörte dort dem Trainerstab an. Für die New York Knicks spielte er nie, auch das Interesse einer anderen NBA-Mannschaft, der San Diego Rockets, führte nicht zu einem Vertragsabschluss.
Fisher nahm ein Angebot aus dem italienischen Mailand an, später spielte er in Frankreich bei der Mannschaft Jœuf Homécourt Basket. Dort blieb er acht Jahre und war teils auch als Trainer tätig.
1979 wurde Fisher Trainer des französischen Erstligisten Elan béarnais Orthez. Er führte die Mannschaft 1984 zum Gewinn des europäischen Vereinswettbewerbs Korać-Cup, zu den Leistungsträgern seiner damaligen Mannschaften gehörten seine Landsleute John McCullough und Paul Henderson sowie die Franzosen Frédéric Hufnagel und Benkaly Kaba. In der Saison 1985/86 wurde Orthez unter Fishers Leitung französischer Meister. Fisher hatte eine Meistermannschaft geformt, in der neben dem mittlerweile eingebürgten Henderson mit Howard Carter und Kirk Richards zwei weitere Amerikaner standen, Kaba und Hufnagel gehörten ebenfalls nach wie vor zum Aufgebot. In der Saison 1986/87 wurde der Gewinn des Meistertitels wiederholt, wie im Vorjahr war Carter Fishers bester Korbschütze. Im Europapokal der Landesmeister verpasste Fisher mit seiner Mannschaft in der Saison 1986/87 als Dritter der Halbfinalrunde knapp den Sprung ins Endspiel. 1989 wurde Orthez unter Fisher französischer Vizemeister, damit endete seine Amtszeit bei dem Verein. Er erhielt eigener Angabe nach Angebote von Maccabi Tel-Aviv und Real Madrid, wechselte zur Saison 1989/90 aber ins Traineramt von Orthez’ Ligakonkurrent Racing Paris Basket. Es kam noch im Laufe der Saison 1989/90 zur Trennung zwischen Fisher und Paris.
In der Saison 1991/92 war Fisher Trainer von Aris Thessaloniki in Griechenland, dort gehörte auch Nikos Galis zu seinen Spielern. Fisher ging nach Kalifornien zurück und wurde dort im Immobiliengeschäft beruflich tätig. Als sich Fishers damals in der Spielersichtung für die Portland Trail Blazers tätiger ehemaliger Mannschaftskamerad aus Hochschultagen, Bucky Buckwalter, in den 1980er Jahren begann, mit europäischen Spielern als mögliche Neuzugänge zu befassen, machte Fisher ihn auf Arvydas Sabonis aufmerksam und sprach mit Buckwalter ebenfalls über Dražen Petrović. Portland sicherte sich schließlich 1986 die Rechte an Sabonis.